# FC Basel
FC Basel je švicarski nogometni klub iz Basla. Klub je bil ustanoljen 15. novembra 1893, pod imenom Fussball Club Basel, katerega ime nosi še danes. Klub igra v najvišji švicarski nogometni ligi, Super ligi. Letni proračun kluba je okoli 30 milijonov švicarskih frankov. Njihov domači stadion je St. Jakob-Park.